# Aaru's Awakening
Aaru's Awakening est un jeu vidéo de plates-formes développé et édité par Lumenox Games sur Windows, Mac OS, PlayStation 3 et PlayStation 4.